# Эмоционально-фокусированная терапия
Эмоционально-фокусированная терапия (ЭФТ) — направление психотерапии, сочетающее элементы клиент-центрированной терапии, системной терапии и теории привязанности. ЭФТ направлена на работу с отдельными людьми, парами и семьями. Обычно представляет собой кратковременное лечение (8-20 сеансов). Все подходы в рамках ЭФТ базируются на представлении о том, что человеческие эмоции тесно связаны с потребностями и обладают врождённым адаптивным потенциалом, который, если его подстроить под ситуацию и проработать, может помочь людям изменить проблемные эмоциональные состояния и межличностные отношения. Индивидуальная эмоционально-фокусированная терапия также известна как процессуально-экспериментальная терапия.
ЭФТ не следует путать с эмоционально-фокусированным копингом, хотя ее можно использовать в целях улучшения эмоционально-фокусированного копинга у клиентов.

## История
Эмоционально-фокусированная терапия появилась в середине 1980-х годов как терапия для супружеских пар. Первыми сформулировали и протестировали ЭФТ Сью Джонсон и Лес Гринберг. Первое руководство по эмоционально-фокусированной терапии для пар было опубликовано в 1988 году.
В попытках создать ЭФТ, Сью Джонсон и Лес Гринберг просматривали видеозаписи сеансов семейной психотерапии с целью выявить элементы терапии, которые приводят к позитивным изменениям. При наблюдении и анализе авторы основываясь на представлениях гуманистического подхода к психотерапии Карла Роджерса и гештальт-подхода Фрица Перлза, которые, хоть и по-разному, но ценили эмоциональный опыт настоящего момента за его способность создавать смысл и направлять поведение. Джонсон и Гринберг видели необходимость в сочетании эмпирической терапии с системной точкой зрения, согласно которой поведение и образование смыслов невозможно в отрыве от ситуации, в которой они происходят. В таком «эмпирически-системном» подходе к терапии пар, как и в других направлениях в рамках системного подхода, проблема рассматривается как принадлежащая не одному партнёру, а как усиливающаяся паттернами взаимодействия между партнёрами.
В 1986 году Гринберг и его коллеги переключили внимание с семейной терапии на индивидуальную. Они уделяли внимание эмоциональному переживанию и его роли в индивидуальной самоорганизации. Основываясь на собственных научных работах по изучению процессов обработки информации и адаптивной роли эмоций в жизни человека, а также на теориях Роджерса, Перлза, Юджина Гендлина и других выдающихся ученых, Гринберг, Райс и Эллиот (1993) создали руководство с подробными описаниями техник для подхода, который они назвали процессуально-экспериментальным подходом. В дальнейших работах авторы еще больше расширили процессуально-экспериментальный подход, предоставив подробные руководства по конкретным принципам и методам терапевтического вмешательства. Голдман и Гринберг в 2015 году опубликовали набор кейсов для этого подхода.
Сью Джонсон же продолжила развивать ЭФТ как терапию для пар, объединив в своём подходе теорию привязанности с системным и гуманистическим подходом, и расширив тем самым понимание любовных отношений в теории привязанности. Модель Джонсон сохранила первоначальную трёхэтапную модель терапии, состоящую из девяти шагов, а также два типа вмешательств, направленных на изменение формы привязанности: один тип направлен на отслеживание и перестройку паттернов взаимодействия, второй – на доступ к эмоциям и переработку эмоций (см.  § Этапы и ступени далее). Цель психотерапии Джонсон – создание позитивных циклов межличностного взаимодействия, в которых люди не боятся просить поддержку и утешение и могут давать их близким, облегчая регуляцию эмоций в межличностном взаимодействии.
Гринберг и Голдман (2008) разработали вариацию ЭФТ для пар, которая содержит некоторые элементы из оригинальной формулировки Гринберга и Джонсон, но добавляет несколько шагов и стадий. Гринберг и Голдман выделяют три мотивационных измерения:  привязанность, идентичность или власть и влечение или симпатия. Эти три измерения, считают авторы, влияют на регуляцию эмоций в близких отношениях.
В своих работах Лес Гринберг часто использовал термин «эмоционально-фокусированный» для всех подходов, в которых главным объектом изучения и воздействия являются эмоции. Гринберг считал, что в результате развития теории эмоций были выделены такие методы лечения и подходы (например, процессуально-экспериментальный), которые достаточно схожи между собой и отличны от других направлений в психотерапии, чтобы их можно было объединить в общую группу эмоционально-фокусированных подходов. Фокус на эмоциях является общей особенностью для различных психотерапевтических систем, и, говорит автор, термин «эмоционально-фокусированная терапия» может использоваться в будущем в его интегративном смысле, для всех направлений в психотерапии, в которых большая роль уделяется работе с эмоциями, будь то системный, психодинамический или поведенческий подход.
Использование же термина «эмоционально-фокусированная терапия» Сью Джонсон относится к специфическому направлению в семейной терапии, которая объединяет в себе системный и экспериментальный подходы и придаёт большое значение теории привязанности как теории регуляции эмоций. Джонсон рассматривает потребность в привязанности как первичную мотивационную систему выживания у млекопитающих. Её подход к ЭФТ базируется на применении теории привязанности к объяснению взрослой любви, в которой привязанность, забота и секс переплетены. Считается, что теория привязанности объединяет поиск личной автономии, надёжности Другого, чувство собственной привлекательности в отношениях, способность любить и влечение. Подход Джонсон к эмоционально-фокусированной терапии направлен на изменение стратегий привязанности в сторону оптимальной взаимозависимости и регуляции эмоций для улучшения эмоционального, физического здоровья и построения здоровых отношений.

## Особенности

### Эмпирическая нацеленность
Все подходы в рамках ЭФТ сохранили акцент на важности эмпатического контакта и взаимного понимания, как они описаны в концепции Роджерса. Все они сосредоточены на важности вовлечения клиента в эмоциональное переживания от начала и до конца сеанса. Все теоретики, работающие в рамках ЭФТ, согласны во мнении, что люди взаимодействуют с другими на основе эмоций и создают ощущение собственного «Я» из всей совокупности повторяющихся эмоционально насыщенных взаимодействий.
Теория обработки эмоциональных переживаний и эмоциональной оценки событий (теории Пола Экмана, Магда Б. Арнольд, Нико Фриджа и Джеймса Гросса) и гуманистическая, эмпирическая нацеленность на эмоциональном выражении в моменте терапии (подход Карла Роджерса, Фрица Перлза, Юджина Гендлина) являлись и являются базовыми компонентами всех подходов в рамках ЭФТ. Эмоционально-фокусированная терапия определяет эмоции как цель и средство изменений, признавая связь эмоций, восприятия и поведения. В рамках подходов ЭФТ постулируется, что эмоции являются первыми, часто бессознательными, реакциями на переживания. Также в ЭФТ используются понятия первичных и вторичных (реактивных) эмоциональных реакций.

### Неадаптивные эмоциональные реакции и негативные паттерны взаимодействия
Гринберг и некоторые другие теоретики ЭФТ разделили эмоциональные реакции на 4 типа (см. § Типы эмоциональных реакций ниже), чтобы облегчить задачу определения того, как реагировать на эмоции клиента в определённый момент. Так, были выделены первично адаптивные, первично дезадаптивные, вторично реактивные и инструментальные эмоциональные реакции. Гринберг также выделил 6 принципов обработки эмоций: осознание эмоций или называние эмоций, которые человек чувствует; эмоциональное выражение; регуляция эмоций; рефлекция над эмоциональным опытом; трансформация эмоций; корректирующее переживание эмоций посредством их повторного проживания в рамках терапии или повседневной жизни. Первичные адаптивные эмоции рассматриваются как надёжный ответ на внешние явления и события, а дезадаптивные – как ненадёжный способ поведения в определённой ситуации (наряду с другими трудностями, связанными с эмоциями – эмоциональной неосведомленностью, нарушенной регуляцией эмоций, проблемой образования смыслов и др.).
Сью Джонсон в своих теоретических работах не разделяет эмоциональные реакции на адаптивные и дезадаптивные или функциональные и дисфункциональные. Вместо этого Джонсон выделяет, основываясь на теории привязанности Джона Боулби, первичные эмоциональные реакции как нормальные переживания перед лицом того, что Боулби называл «дистрессом разлуки». ЭФТ для пар предполагает, что существующие в паре паттерны межличностного взаимодействия являются причиной проблем и дисфункциональным элементом. Но эти паттерны поддаются изменению после получения доступа к тем первичным эмоциям, которые лежат в их основе и управляют негативными и неэффективными циклами взаимодействия между партнёрами. Воссоздание реактивных эмоциональных реакций и повторное их проживание с вновь возникшими первичными эмоциями является частью процесса психотерапии в рамках ЭФТ.

## Индивидуальная психотерапия
Голдман и Гринберг в 2015 году предложили 14-ступенчатый процесс работы над запросом клиента в рамках ЭФТ. Проблемы, связанные с эмоциями, согласно теории авторов, вытекают из четырёх возможный причин: недостаточная осведомленность, избегание эмоций, неадаптивная эмоциональная реакция или проблемы с приданием смысла переживаниям. Также теория предполагает четыре типа эмоциональных реакций, классифицирует потребности на связанные с привязанностью и связанные с идентичностью, выделяет четыре типа трудностей, возникающих при переработке информации, рассматривает различные типы эмпатии, а также имеет по меньшей мере дюжину маркёров различного типа задач. Индивидуальная терапия предполагает диалектико-конструктивистскую модель психологического развития и эмоциональных схематических систем.
Эмоциональная схематическая система представляет собой центральный катализатор самоорганизации, часто бывающий как основой возникших проблем, так и главным источником излечения. Для простоты в теории используется термин эмоционального схематического процесса, под которым понимаются сложные процессы синтеза всех эмоциональных схем, имеющихся у индивида, которые при совместной активации создают целостные чувства по отношению к себе и к миру. 

### Типы эмоциональных реакций
Теоретики эмоционально-фокусированного подхода считают, что эмоции организованы в своеобразные эмоциональные схемы, которые различны как для разных людей, так и для одного и того же человека в разный момент времени. Но в практических целях эмоциональные реакции можно разделить на 4 категории: первичные адаптивные, первичные дезадаптивные, вторичные реактивные и инструментальные.
1. Первичные адаптивные эмоциональные реакции – это самые первые реакции, которые появляются у человека при предъявлении того или иного стимула. Они полезны и спасительны. Это, например, печаль при потере, гнев при насилии или страх при угрозе. Печаль – это адаптивная реакция, которая побуждает людей восстановить связь с кем-то или чем-то важным, кого или чего им не хватает. Гнев – это адаптивная реакция, побуждающая людей предпринять решительные действия, чтобы положить конец нарушению их прав, свободы. Страх – это адаптивная реакция, которая побуждает людей избегать угрозу. В дополнение к эмоциям, вызывающим те или иные адаптивные действия, первичные адаптивные реакции включают в себя уверенность и контроль или, наоборот, неуверенность и отсутствие контроля, а также общее чувство эмоциональной боли – эти чувства, в том числе эмоциональная боль, не вызывают немедленных адаптивных действий, но обеспечивают адаптивную информацию, которая может быть символизирована и проработана в процессе психотерапии. Первичные адаптивные реакции учитываются в терапии и выражаются для того, чтобы получить доступ к адаптивной информации и выявить готовность к действию, что в конечном итоге поможет решить проблему.[18][19]
2. Первичные дезадаптивные эмоциональные реакции также являются теми реакциями, которые в первую очередь появляются у человека в ответ на стимул. Однако они основаны на эмоциональных схемах, не являющихся полезными (они могут быть полезными в прошлом опыте человека, но в настоящей ситуации – нет). Такие схемы чаще всего формируются на основе травматических переживаний. Примерами могут служить печаль по причине радости или успеха окружающих, гнев по поводу искренней заботы других, страх перед безвредными ситуациями или хроническое чувство незащищенности, страха, стыда или никчемности. Например, человек может реагировать гневом на подлинную заботу близких, потому что в детстве после заботы по отношению к нему следовало насилие – в результате он научился реагировать на заботу гневом и беспокойством, даже когда за ней не следует ничего опасного или неприятного для него. Первичные дезадаптивные реакции используются в эмоционально-фокусированной терапии с целью трансформации травматической эмоциональной схемы посредством новых переживаний.[18][19]
3. Вторичные реактивные эмоциональные реакции – это сложные цепные реакции, являющиеся реакцией человека на его первичную адаптивную или неадаптивную реакцию. Так, он заменяет первичную реакцию вторичной реактивной. Другими словами, это эмоциональные реакции на предшествующие эмоциональные реакции. Они могут включать вторичные реакции безнадёжности, беспомощности, гнева или отчаяния в ответ на первичные реакции, которые вторично переживаются как болезненные, неконтролируемые или нарушающие нормальный уклад жизни. Они могут являться продолжением, усилением первичной эмоциональной реакции. Например, люди могут злиться из-за того, что злятся, бояться своего страха или грустить из-за своей печали. Также вторичные реактивные реакции могут быть защитой от первичной эмоциональной реакции, например, чувства гнева, в целях избежать печали и страха. Такие реакции могут вызываться социально-гендерными стереотипами – например, выражение гнева при чувстве страха (в первую очередь, стереотип мужской гендерной роли) или выражение печали вместо выражения гнева (стереотип женской гендерной роли).[18] Всё это сложные, саморефлексивные процессы реагирования на свои эмоции. Плач, например, не всегда является истинным горем и не приводит к облегчению, но он может быть плачем вторичной беспомощности или разочарования – такой плач приводит к ухудшению общего самочувствия. Вторичные реактивные эмоциональные реакции исследуются в процессе терапии с целью повышения их осознания и получения доступа к первичным адаптивным эмоциональным реакциям.[18][19]
4. Инструментальные эмоциональные реакции переживаются и выражаются человеком после того, как он однажды узнал, что его эмоциональная реакция может оказывать воздействие на других, например, заставляет обращать внимание, соглашаться, одобрять или просто не осуждать. Примером могут быть так называемые «крокодиловы слёзы» (инструментальная печаль), издевательства (инструментальный гнев), ложная тревога (инструментальный страх) и притворное смущение (инструментальный стыд). Когда клиент отвечает на процесс терапии инструментальными эмоциональными реакциями, он может делать это ради ощущения себя манипулирующим или поверхностным по отношению к психотерапевту. Инструментальные эмоциональные реакции исследуются в процессе психотерапии с целью их осознания клиентом и понимания их межличностной функции.[18][19]

### Психотерапевтическое воздействие на различные типы эмоциональных реакций
Теоретики эмоционально-фокусированного подхода считают, что каждый тип эмоциональной реакции требует особого вмешательства. Первичные адаптивные эмоциональные реакции должны быть наиболее полно проработаны с целью доступа к адаптивной информации клиента. Первичные неадаптивные эмоциональные реакции должны быть доступны и исследованы, чтобы помочь клиенту определить главные неудовлетворённые потребности, а затем отрегулировать и трансформировать их благодаря новым переживаниям и новым адаптивным эмоциям. Вторичные реактивные эмоциональные реакции нуждаются в эмпатическом исследовании, т.к. они помогают обнаружить предшествующие им эмоции. Инструментальные эмоциональные реакции должны быть исследованы в межличностных и, в частности, терапевтических отношениях с целью повышения осведомленности о них и о механизмах их функционирования.
Первичные эмоциональные реакции названы так не потому, что они более реальны, чем другие реакции. Все эмоциональные реакции реальны для человека, и их классификация на 4 типа необходима лишь для того, чтобы более успешно прояснить функции той или иной реакции в ситуации клиента и определить правильный способ вмешательства.

### Терапевтические задачи
Терапевтическая задача – это непосредственно проблема, которую клиенту необходимо решить в ходе сеанса терапии. В 1970-х и 1980-х годах Лаура Норт Райс (бывшая коллега Карла Роджерса), применила анализ задач к записям сеансов психотерапии, пытаясь более подробно описать процесс когнитивных и эмоциональных изменений клиентов. Этот вид исследования психотерапевтического процесса в конечном итоге привёл к появлению стандартизованного набора терапевтических задач в индивидуальной эмоционально-фокусированной терапии.
В таблице обобщен стандартный набор этих терапевтических задач на 2012 год. Задачи делятся на 5 групп: основанные на эмпатии, реляционные, задачи переживания, перерабатывающие и задачи действия. Маркёр задачи – это заметный терапевту признак в поведении клиента, демонстрирующий его готовность работать над соответствующей задачей. Процесс вмешательства – это последовательность действий, выполняемых терапевтом и клиентом при работе над конкретной задачей. Конечное состояние – это желаемое решение проблемы.
Кроме описанных в таблице маркёров были выделены также другие маркёры и процессы вмешательства: старые истории, пустые истории, невысказанные эмоции и нарушенные истории.
| Терапевтические задачи в индивидуальной эмоционально-фокусированной терапии | | | |
|                                                                             | Маркёр задачи | Процесс вмешательства | Конечное состояние |
| Эмпатические задачи                                                         | Проблемно-релевантный опыт (напр. интересный, тревожный, озадачивающий)                                                                                                   | Эмпатическое исследование | Чёткий, осознанный маркёр или новый смысл                                                                                             |
| Эмпатические задачи                                                         | Уязвимость (болезненная реакция) | Эмпатическое подтверждение | Самостоятельное самоутверждение (чувство собственной силы, понимание себя)                                                            |
| Реляционные задачи                                                          | Начало психотерапии | Формирование терапевтического альянса | Продуктивная рабочая среда |
| Реляционные задачи                                                          | Жалоба на терапевтический процесс или трудности, связанные с замкнутостью (вопросы, связанные с целями и задачами терапии; избегание терапии или работы в рамках терапии) | Терапевтический диалог в рамках альянса (каждый исследует свою роль в возникших трудностях) | Восстановление альянса (возникновение более сильной терапевтической связи и инвестиций обеих сторон в терапию; большее самопонимание) |
| Задачи переживания                                                          | Трудности с концентрацией внимания (растерянность, подавленность, ощущение пустоты)                                                                                       | Очищение мысленного пространства (избавление от отвлекающих мыслей и вещей) | Терапевтическая направленность, способность продуктивно работать с переживанием                                                       |
| Задачи переживания                                                          | Неясные чувства (смутные, внешние или абстрактные) | Эмпирическая фокусировка | Символизация ощущаемых эмоций и чувств; чувство облегчения; готовность применять технику вне терапии                                  |
| Задачи переживания                                                          | Трудности с выражением чувств (избегание чувств, трудности с ответом на вопросы о своих чувствах)                                                                         | Разрешение на выражение эмоций (эмпирическая фокусировка, пробуждающий чувства диалог, chairwork training)                                                                                         | Успешное и адекватное выражение эмоций в рамках терапии и повседневной жизни                                                          |
| Перерабатывающие задачи (ситуационно-перцептивные)                          | Трудные/травматические переживания (трудности в рассказе о травматическом событии)                                                                                        | Пересказ травматического переживания | Облегчение, восстановление пробелом в повествовании, понимание смысла                                                                 |
| Перерабатывающие задачи (ситуационно-перцептивные)                          | Проблемная реакция (сверхреакция на конкретную ситуацию) | Систематическое побуждение к развёртыванию реакции | Новый взгляд на себя и своё место в мире                                                                                              |
| Перерабатывающие задачи (ситуационно-перцептивные)                          | Протест против смысла (жизненное событие нарушает привычное убеждение, смысл)                                                                                             | Смыслообразующая работа | Пересмотр привычного убеждения |
| Задачи действия                                                             | Расщепление самооценки (самокритика, раздвоенность) | Two-chair dialogue (техника, представляющая собой диалог между двумя конфликтующими я-позициями, которые как бы находятся на разных креслах. Этот диалог способствует их объединению и гармонии)   | Самопринятие, интеграция |
| Задачи действия                                                             | Подавление, блокировка или прерывание процесса выражения эмоций | Two-chair enactment (техника, представляющая собой диалог между прерывающим «я» и прерываемым. В ходе этой технике клиенту предлагается отреагировать на прерывающую часть «я» и бросить ей вызов) | Самовыражение, расширение собственных прав и возможностей                                                                             |
| Задачи действия                                                             | Незаконченные дело (затянувшееся и невысказанное беспокойство по поводу значимого Другого)                                                                                | Empty-chair work («пустой стул» или техника, представляющая собой диалог со значимым Другим, представленным в кресле напротив, для разрешения конфликтов и незаконченных дел)                      | Отпускание обиды, неудовлетворенных потребностей по отношению к значимым Другим, самоутверждение и понимание действий Другого         |
| Задачи действия                                                             | Не поддающаяся контролю, затянувшаяся боль, печаль | Сострадательное самоутешение и самоуспокоение | Эмоциональное/телесное облегчение, самоутверждение                                                                                    |

Опытные терапевты могут создавать дополнительные задачи в рамках терапии. Роберт Эллиотт, психолог, работающий в рамках эмоционально-фокусированного подхода, в интервью 2010 года отметил, что «самый высокий уровень мастерства психотерапевта, в том числе в рамках ЭФТ, - это способность создавать новые структуры, новые задачи. Вы по-настоящему не освоите ЭФТ или какую-либо другую терапию, пока не начнете создавать новые задачи».

### Эмоционально-фокусированная терапия травмы
Структура эмоциональной терапии и используемые в рамках ЭФТ техники были адаптированы также к конкретным потребностям людей, переживших психологическую травму. Существует руководство по эмоционально-фокусированной терапии для лиц со сложной травмой (EFTT). В рамках этого направления используются модификации традиционной гештальт-техники пустого стула.

### Другие виды индивидуальной эмоционально-фокусированной терапии
Лори Брубахер (2017) предложила свой эмоциональной-фокусированный подход к индивидуальной терапии, основывающийся на теории привязанности. Психотерапевт в рамках этого направления следует модели привязанности, обращаясь к дезактивирующим и геперактивирующим стратегиям. Индивидуальная терапия рассматривается как процесс развития безопасных связей между терапевтом и клиентом, между прошлым и настоящим опытом клиента и внутри Я самого клиента. Принципы теории привязанности в этом направлении ЭФТ реализуются в необходимости формирования совместных терапевтических отношений, общей цели терапии и так называемой «эффективной зависимости» от безопасных Других, а также как депатологизация эмоций путём нормализации дистресс-реакций разделения. Можно выделить следующие процессы изменения, происходящие в ходе терапии: выявление и усиление паттернов регуляции эмоций, а также создание корректирующих эмоциональных переживаний для преобразования негативных паттернов в надёжные связи с близкими.
Билл Гейнер (2019) интегрировал принципы и методы ЭФТ с когнитивной терапией, предложив теорию снижения стресса на основе формирования осознанности.

## Эмоционально-фокусированная терапия для пар
Системная перспектива важна во всех подходах в рамках ЭФТ для пар. Отслеживание конфликтных паттернов во взаимодействии партнёров, часто упоминаемых в произведениях Джонсон как «танец», было отличительной чертой первого этапа разработки ЭФТ, в момент совместной работы Джонсон и Гринберга в 1985 году. В новом же подходе Голдмана и Гринберга психотерапевты помогают клиентам работать над изменением себя и разрешением боли, вытекающей из неудовлетворённых детских потребностей, которые влияют на взаимодействие в супружеских и романтических отношениях. Авторы обосновывают свой дополнительный акцент на самоизменении тем, что не все проблемы в отношениях могут быть решены только путём отслеживания и изменения паттернов взаимодействия:
«Кроме того, в наших наблюдениях за психотерапевтической работой с супружескими парами мы обнаружили, что проблемы и трудности, такие как, например, потребность в подтверждении или чувство собственной ценности, часто лучше всего излечиваются с помощью психотерапевтических методов, направленных на себя, а не на изменение взаимодействия с партнёром. К примеру, если основная эмоция человека – это стыд, и он чувствует себя «гнилым» по своей сути или просто «в корне испорченным», то одобрение или попытки успокоить его со стороны партнёра, хотя они и полезны, в конечном счёте не решают проблему, не приводят к структурным эмоциональным изменениям и не изменяют взгляд человека на самого себя».
В подходе Гринберга и Голдмана к ЭФТ для пар привязанность не считается единственной межличностной мотивацией пар, хотя они и полностью поддерживают её важность. Вместо этого привязанность рассматривается как один из трёх аспектов межличностного функционирования, наряду с вопросами идентичности/власти и привлекательности/симпатии. В подходе Джонсон теория привязанности считается основной теорией взрослой любви, именно с точки зрения привязанности, согласно Джонсон, терапевт должен работать с эмоциями клиента.
В подходе Гринберга и Голдмана акцент ставится на работе с проблемами, связанными с идентичностью (модели себя и других), и использовании техник самоуспокоения и успокоения друг друга для улучшения отношений в паре, в дополнение к изменениям во взаимодействии партнёров друг с другом. В подходе Джонсон основная цель состоит в том, чтобы изменить стиль привязанности и создать «эффективную зависимость» (включая эффективную привязанность).

#### Негативные циклы взаимодействия
Сью Джонсон вводит понятие «негативного цикла взаимодействия» и выделяет следующие критерии циклов:
1. Реакция каждого партнёра является стимулом к реакции другого (критика стимулирует отстранённость, а отстранённость – ещё большую критику и т.д.).
2. Поведение пары организовано в виде повторяющихся циклов взаимодействия.
3. Негативные циклы запускаются вторичными адаптивными эмоциями, такими как гнев, обвинение, холодность. Они являются реакцией на более глубинные чувства, такие как страхи заброшенности, беспомощности, или тоска по контакту и связи.
4. Негативный цикл подкрепляет сам себя. Из такого цикла очень трудно выйти.
5. Негативный стресс усиливает дистресс и поддерживает небезопасность привязанности.

### Этапы и ступени
ЭФТ для пар представляет собой девятиэтапную модель реструктуризации привязанности между партнёрами. Цель терапии в этом подходе – создать «эффективную зависимость» и надёжную привязанность между партнёрами, тем самым повысив их способности саморегуляции и устойчивость. В случаях с хорошим исходом терапии партнёры научаются правильно реагировать на потребности и эмоции друг друга, удовлетворяя неудовлетворённые потребности и детские травмы друг друга. Вновь сформированная надёжная привязанность может стать лучшим «противоядием» от травматического переживания как внутри, так и вне отношений.
В дополнение к оригинальной трёхэтапной структуре ЭФТ, состоящей из 9 шагов, разработанной Джонсон и Гринбергом, существует эмоционально-фокусированная терапия Гринберга и Голдмана для пар, состоящая из пяти этапов и 14 шагов. Такая структура позволяет работать с проблемами идентичности и саморегуляции до достижения изменений во взаимодействии внутри пары. При таком подходе считается необходимым сначала помочь партнёрам испытать и раскрыть свои собственные скрытые уязвимые чувства, чтобы они были лучше подготовлены к интенсивной работе над взаимоотношениям с другим партнёром и были открыты для реструктуризации взаимодействий и привязанности.
Джонсон (Johnson, 2008) пишет о своём девятиэтапном подходе  ЭФТ для пар: «Терапевт ведёт пару через эти этапы по спирали, поскольку каждый шаг ведёт к следующему этапу. В менее проблемные парах партнёры обычно быстро проходят эти шаги в одинаковом темпе. В более проблемных парах более пассивному или замкнутому партнёру обычно предлагается пройти на несколько шагов вперед».
Этап 1. Стабилизация (снижение интенсивности негативных циклов взаимодействия)
- Шаг 1. Определение проблемы, ставшей причиной конфликта между партнёрами
- Шаг 2. Определение цикла негативного взаимодействия, в котором выражаются проблемы
- Шаг 3. Получение доступа к эмоциям привязанности, лежащим в основе позиции, которую выбирает каждый партнёр в конфликте
- Шаг 4. Переосмысление проблемы в терминах цикла и лежащих за ним потребностей привязанности

На этом этапе психотерапевт создаёт комфортную и стабильную среду для открытого обсуждения любых сомнений, которые могут возникнуть у пары в отношении терапии. На этом этапе происходит формирование доверия к психотерапевту.
Терапевт также получает представление о положительных и отрицательных взаимодействиях пары из прошлого и настоящего и может описать функции этих негативных паттернов для самих партнёров. Партнёры вскоре перестают считать себя жертвами своего негативного цикла взаимодействия – они становятся союзниками в борьбе с ним.
Этап 2. Реструктуризация связи между партнёрами (изменение позиций взаимодействия)
- Шаг 5. Получение доступа к отвергнутым или скрытым потребностям (например, потребность в утешении), эмоциям (например, стыд) и частям Я.
- Шаг 6. Содействие и помощь партнёрам в принятии друг друга.
- Шаг 7. Создание ключевых событий для изменений: вовлечение отстраняющегося партнера и смягчение обвинителя. Формирование у партнёров готовности и желания к реструктуризации привязанности.

Эта стадия включает в себя перестройку и расширение эмоциональных переживаний пары. Это достигается посредством того, что пары осознают свои потребности в привязанности, а затем изменяют свои взаимодействия на основе этих потребностей. Поначалу их новый способ взаимодействия может показаться странным и трудным, но по мере того, как они становятся более осознанными и учатся контролировать свои взаимодействия, они становятся способны остановить возрождение старых моделей поведения.
Этап 3. Интеграция и консолидация
- Шаг 8. Появление новых решений старых проблем.
- Шаг 9. Консолидация новых циклов взаимодействия и новых позиций.

Основа этого этапа – рефлексия новых эмоциональных переживаний и Я-концепций. Здесь происходит интеграция новых способов справляться с личными проблемами и проблемами в отношениях.

### Стили привязанности
Сью Джонсон и Анна Симс (2000) описали четыре стиля привязанности и то, как они влияют на процесс терапии:
1. Безопасная привязанность: безопасной привязанностью обладают люди, которые чувствуют себя в безопасности в отношениях и с доверием относятся к партнёрам, воспринимают себя как привлекательных. Они доверяют себе и партнёру, дают чёткие эмоциональные сигналы, а также вовлечены, находчивы и гибки в неясных отношениях. Партнёры с надёжной привязанностью легко выражают чувства, чётко формулируют потребности и не боятся показывать свою уязвимость.
2. Избегающая привязанность: такой тип привязанности характерен для людей, у которых снижена способность выражать чувства, склонных не признавать свою потребность в привязанности. Чаще всего они занимают безопасную позицию и решают проблемы в отношениях хладнокровно, либо же они остаются безучастными, не понимая, какое влияние на отношения оказывает их дистанцирование на партнёра.
3. Тревожная привязанность: такая привязанность характерна для людей, которые обладают повышенной эмоциональной реактивностью. Они склонны требовать утешения агрессивным способом, им необходимо постоянное выражение привязанности партнёра. Люди с тревожной привязанностью склонны использовать стратегии обвинения (включая эмоциональный шантаж), чтобы обратить внимание партнёра на себя.
4. Тревожно-избегающая привязанность: такой тип привязанности, в основном, характерен для людей, имеющих травматический опыт. Они колеблются между привязанностью и враждебностью. В отношении тревожно-избегающей привязанности иногда используется также термин «дезорганизованная привязанность».

### Показания и противопоказания
Как и любая психотерапия, ЭФТ имеет и свои противопоказания. Так, Джонсон и Гринберг считают, что эмоционально-фокусированная терапия не очень подходит для пар с физическим насилием в отношениях и пар, а также для тех, которые настроены на развод или расставание. Дело в том, что в таких ситуациях не может быть обеспечен достаточный уровень эмоциональной безопасности между партнёрами, и самораскрытие может усилить травматизацию одного из партнёров. В случае с физическим насилием, авторы рекомендуют паре сначала пройти индивидуальную терапию для проработки гнева, и уже после начинать супружескую терапию в эмоционально-фокусированном подходе.
ЭФТ подходит для пар, желающих перестроить свои отношения, укрепить близость, которая может быть утрачена по причине царящих по взаимоотношении партнёров негативных циклов взаимодействия. Такие пары чаще всего жалуются на тревожные расстройства, потерю взаимопонимания, депрессии, недостаток интимности.
Результат терапии зависит не столько от сложности проблем, с которыми столкнулась пара, сколько от качества терапевтического альянса и эмоциональной доступности клиентов.

## Семейная эмоционально-фокусированная психотерапия
Эмоционально-фокусированная семейная терапия (ЭФСТ), разработанная Сью Джонсон и её коллегами, направлена на формирование и укрепление надёжных связей между членами семьи, находящимися в конфликтных отношениях . Этот подход также основан на теории привязанности и включает в себя три этапа: 1) деэскалация негативных циклов взаимодействия, усиливающих конфликт, и небезопасных связей между родителями и детьми; 2) реструктуризация взаимодействий с целью формирования позитивных циклов взаимодействия между родителями и детьми, включающих в себя отзывчивость со стороны родителей и готовность предложить ребёнку безопасность и надёжное общение; 3) консолидация новых циклов взаимодействия, основанных на отзывчивости и надёжной привязанности. Основной упор в ЭФСТ делается на усиление родительской отзывчивости и заботливости для обеспечения удовлетворения потребности детей и подростков в привязанности. ЭФСТ направлена на "создание более крепких семей путём 1) включения и усиления эмоциональной отзывчивости родителей к детям, 2) доступа к потребностям в привязанности детей и разъяснения их потребностей, а также 3) облегчения и формирования взаимодействия между родителями и детьми в процессе оказания психологической помощи". Некоторые клинические психологи используют в ЭФСТ и элементы игровой психотерапии.
Группа клиницистов, отчасти вдохновлённая подходам Гринберга, разработала протокол специально для работы с семьями, столкнувшимися с расстройствами пищевого поведения. Лечение основано на принципах и методах четырёх различных подходов: эмоционально-фокусированной терапии, поведенческой семейной терапии, мотивационной терапии и подхода Модсли, основанного на повышении семейных навыков. Такая терапия направлена на то, чтобы помочь родителям «поддержать своего ребёнка в переживании эмоций, повышая его эмоциональную самоэффективность, сближая членов семьи. Это приводит к тому, что симптомы расстройства пищевого поведения становятся далее ненужными для того, чтобы справиться с болезненными эмоциональными переживаниями». Лечение направлено на три сферы, основывается на четырёх основных принципах и состоит из пяти шагов, заимствованных из подхода Гринберга: 1) внимание к эмоциональному опыту ребёнка, 2) называние эмоций, 3) подтверждение эмоционального опыта, 4) удовлетворение эмоциональной потребности и 5) помощь ребёнку в проживании эмоционального опыта, совместное решение его проблем, если это необходимо.

## Эффективность
Сью Джонсон, Лес Гринберг и многие их коллеги за время своей работы опубликовали большое количество результатов исследований различных форм ЭФТ.
Американская психологическая ассоциация рассматривает индивидуальную эмоционально-фокусированную терапию как эмпирически подтверждённый способ лечения депрессии. Исследования показали, что ЭФТ эффективна в вопросе лечения депрессии, проблем в общении, психологических травм и избегающего (тревожного) расстройства личности.
Практикующие в рамках этого подхода психологи утверждают, что исследования ЭФТ показывают значимое улучшение самочувствия клиентов после терапии. Эмоционально-фокусированная терапия для пар является эффективным способом реструктуризации проблемных супружеских отношений в безопасные и надёжные связи с долгосрочными результатами. Джонсон и коллеги в 1999 году провели метаанализ четырёх наиболее строгих исследований ЭФТ до 2000 года и пришли к выводу, что первый девятиэтапный эмоционально-фокусированный подход имел больший эффект, чем любая другая психотерапия, направленная на работу с парами, на сегодняшний день. Но такой метаанализ был резко раскритикован психологом Джеймсом К. Койн. Исследование с использованием фМРТ, проведённое в сотрудничестве с американским нейробиологом Джимом Коаном, показало, что эмоционально-фокусированная терапия для пар снижает степень реакции мозга на угрозу в присутствии романтического партнёра. Это исследование также подверглось критике со стороны Койна.

## Сильные стороны
Сильные стороны ЭФТ можно обобщить следующим образом:
1. ЭФТ стремится к сотрудничеству с клиентами и уважительному отношению к ним, сочетая методы клиент-центрированной терапии с системными терапевтическими вмешательствами[24][41].
2. Стратегии работы с клиентом постоянно уточняются посредством интенсивного анализа психотерапевтического процесса[20].
3. ЭФТ была подтверждена 30-летними эмпирическими исследованиями. Существуют также исследования самого процесса изменения личности в ходе терапии и предикторов успеха положительных изменений[7].
4. ЭФТ применима к различным проблемам, возникающих в разных культурах, но изучение культурных и популяционных особенностей требует дополнительных исследований[7].
5. ЭФТ для пар основывается на концептуализации представлений о взрослой любви и о проблемах, возникающих в романтических отношениях. Эти представления подкрепляются эмпирическими исследованиям природы привязанности в зрелом возрасте.[29]

## Критика
Психотерапевт Кэмпбелл Пуртон в своей книге «Проблемы психотерапии» 2014 года подверг критике различные психотерапевтические подходы, включая поведенческую, клиент-центрированную, психодинамическую, когнитивно-поведенческую, эмоционально-фокусированную и экзистенциальную терапию. Он утверждал, что эти подходы накопили чрезмерный или слишком малый теоретический багаж, который сильно отклоняется от здравого смысла в понимании личностных проблем. Касательно ЭФТ, Пуртон утверждал, что «эффективность каждой из «психотерапевтических задач» может быть понята и без теории», и то, что говорят клиенты, «недостаточно хорошо объясняется в терминах взаимодействия эмоциональных схем; это лучше объяснить с точки зрения ситуации, в которую попал человек, его реакции на неё и того, что он выучил конкретный язык, с помощью которого он и выражает свою реакцию».
В 2014 году психолог Джеймс Койн раскритиковал некоторые исследования ЭФТ из-за отсутствия строгости (за высокую степень предвзятости и недостаточный масштаб исследований), но он также отметил, что такие проблемы часто встречаются в области психотерапевтических исследований вообще.
В статье 2015 года в журнале Behavioral and Brain Sciences Ричард Д. Лейн и его коллеги обобщили распространённое в трудах по эмоционально-фокусированной терапии утверждение о том, что «эмоциональное возбуждение является ключевым компонентом терапевтических изменений» и что «эмоциональное возбуждение имеет решающее значение для психотерапевтического успеха». В ответе, сопровождающем статью, Брюс Эккер и его коллеги (создатели когерентной психотерапии) не согласились с этим утверждением. Они считают, что ключевым компонентом терапевтических изменений, связанных с модификацией поведения, является не эмоциональное возбуждение, а воспринимаемое несоответствие между желанным паттерном и пережитым паттерном.
Другие авторы в ответ на публикации теоретиков ЭФТ добавляли, что подход может быть усилен, если «туда будут включены прогнозы относительно дополнительных факторов, которые могут повлиять на оценку конечного результата лечения, прогнозов улучшения исходов терапии для пациентов, не давших обратную связь, а также описание индивидуальных различий в подверженности проблемам психического здоровья». Авторы также отмечают, что модель эмоционально-фокусированной терапии нуждается в дальнейшем развитии для её использования в лечении разнообразных состояний, включая различные психические расстройства.